# Bloody Kisses
Bloody Kisses é o terceiro álbum de estúdio da banda Type O Negative, lançado a 17 de Agosto de 1993.
| Críticas profissionais                                                      | Críticas profissionais |
| Avaliações da crítica                                                       | Avaliações da crítica  |
| Fonte                                                                       | Avaliação              |
| --------------------------------------------------------------------------- | ---------------------- |
| allmusic                                                                    | [ 1 ]                  |
| Rolling Stone                                                               | [ 2 ]                  |
| Esta tabela precisa de ser acompanhada por texto em prosa. Consulte o guia. |                        |

## Faixas
Todas as letras e músicas por Peter Steele, exceto onde anotado.

### Edição regular
1. "Machine Screw" (Intro) – 0:40
2. "Christian Woman" – 8:55
  1. Body Of Christ (Corpus Christi)
  2. To Love God
  3. J. C. Looks Like Me
3. "Black No.1 (Little Miss Scare-All)" – 11:11
4. "Fay Wray Come Out and Play" (Interlude) – 1:04
5. "Kill All the White People" – 3:23
6. "Summer Breeze" (Original de Seals & Crofts) – 4:47
7. "Set Me on Fire" – 3:29
8. "Dark Side of the Womb" (Interlude) – 0:26
9. "We Hate Everyone" – 6:50
10. "Bloody Kisses (A Death in the Family)" – 10:52
11. "3.O.I.F." (Interlude) – 2:06
12. "Too Late: Frozen" – 7:49
13. "Blood & Fire" – 5:30
14. "Can't Lose You" – 6:05

### Edição Digipak
Nesta versão foram removidas duas faixas, a intro e o interlude e foi adicionada uma nova faixa.
1. "Christian Woman" – 8:53
2. "Bloody Kisses (A Death in the Family)" – 10:56
3. "Too Late: Frozen" – 7:50
4. "Blood & Fire" – 5:32
5. "Can't Lose You" – 6:05
6. "Summer Breeze" (Original de Seals & Crofts) – 4:49
7. "Set Me on Fire" – 3:29
8. "Suspended in Dusk" (Faixa nova) – 8:36
9. "Black No.1 (Little Miss Scare-All)" – 11:15

## Créditos
- Peter Steele – Vocal, baixo
- Josh Silver – Teclados, sintetizador
- Kenny Hickey – Guitarra, vocal de apoio
- Sal Abruscato – Bateria, percussão